# Bisdom Nkayi

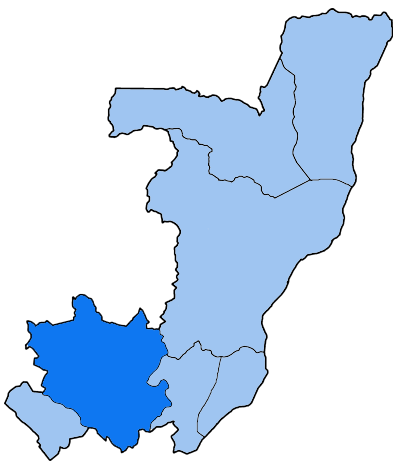
Bisdom Nkayi binnen Congo-Brazzaville

Het bisdom Nkayi (Latijn: Dioecesis Nkayiensis) is een rooms-katholiek bisdom in Congo-Brazzaville en is suffragaan aan het aartsbisdom Pointe-Noire. Het bisdom telde in 2019 een totale bevolking van 581.000, waarvan zo'n 60% van de  was, en heeft een oppervlakte van 59.140 km². De huidige bisschop van Nkayi is Daniel Mizonzo.

## Geschiedenis
- 5 december 1983: Oprichting als bisdom Nkayi uit delen van het bisdom Pointe-Noire.
- 24 mei 2013: Gebied verloren na oprichting van het bisdom Dolisie.
- 30 mei 2020: Suffragaan aan het nieuw opgerichte aartsbisdom Pointe-Noire.

## Speciale kerken
De kathedraal van het bisdom Nkayi is de Cathédrale Saint Louis in Nkayi.

## Leiderschap
- Bisschop van Nkayi
  - Bisschop Ernest Kombo (5 december 1983 – 7 juli 1990)
  - Bisschop Bernard Nsayi (7 juli 1990 – 16 oktober 2001)
  - Bisschop Daniel Mizonzo (sinds 16 oktober 2001)